# Mimobolbus zavattarii
Mimobolbus zavattarii är en skalbaggsart som beskrevs av Müller 1941. Mimobolbus zavattarii ingår i släktet Mimobolbus och familjen Bolboceratidae. Inga underarter finns listade i Catalogue of Life.